# Зайцев (Киевская область)
Зайцев (укр. Зайців) — село, входит в Васильковский район Киевской области Украины.
Население по переписи 2001 года составляло 19 человек. Почтовый индекс — 08635. Телефонный код — 4571. Занимает площадь 0,12 км². Код КОАТУУ — 3221485503.

## Местный совет
08633, Київська обл., Васильківський р-н, с. Мархалівка, вул. Шкільна, 13